# Sedes e estrutura do Club de Regatas Vasco da Gama

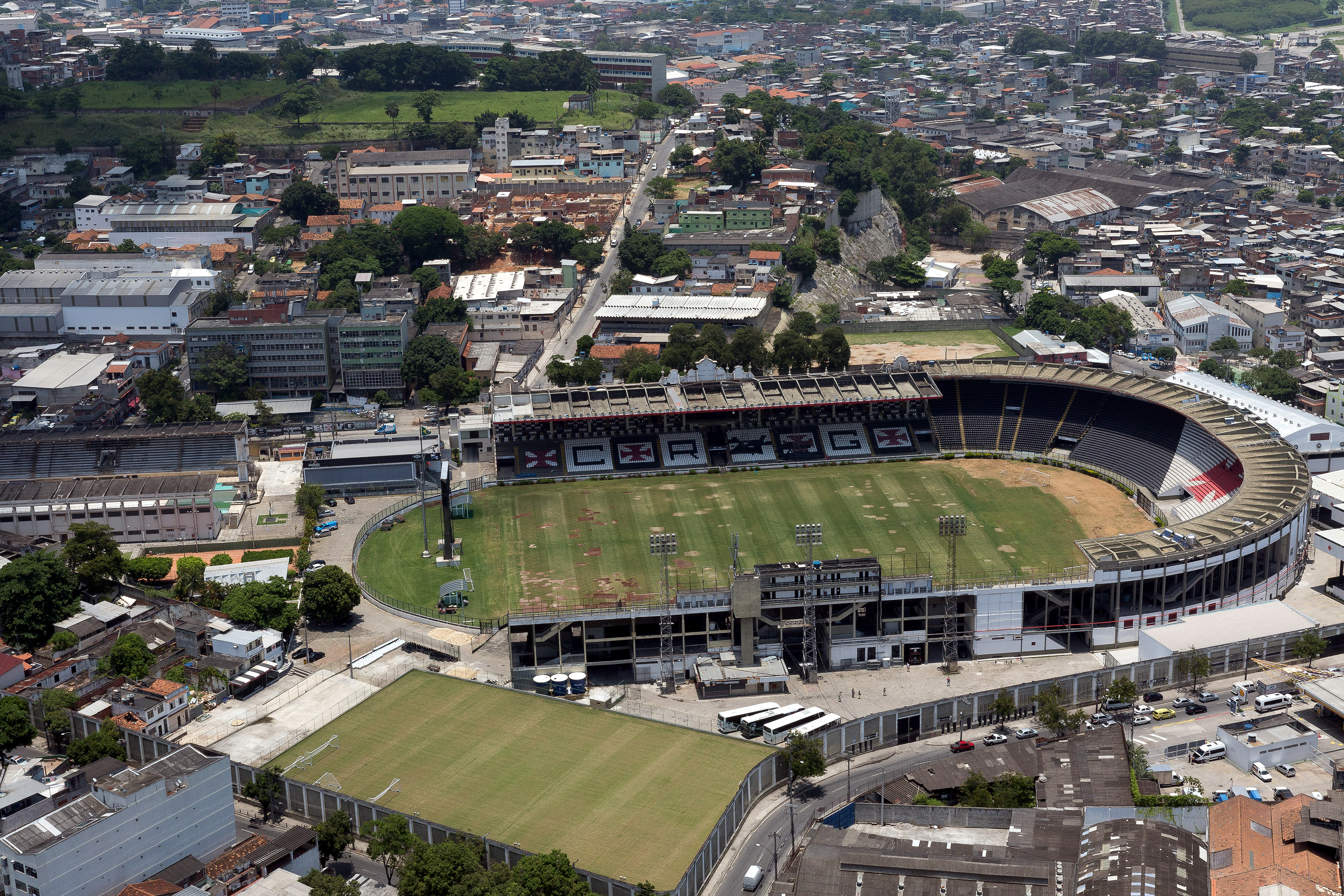
Vista aérea do Bairro Vasco da Gama.

Este artigo se dedica às sedes e estrutura do Club de Regatas Vasco da Gama, entidade sócio-poliesportiva brasileira com sede na cidade do Rio de Janeiro.

## Estádio Vasco da Gama
Inaugurado em 21 de abril de 1927, o Estádio Vasco da Gama foi construído sob arrecadação popular dos torcedores cruzmaltinos. Apesar do nome oficial, ficou popularmente batizado por uma de suas ruas anexas: São Januário. Foi considerado o maior estádio das Américas até a construção do Estádio Centenário, palco da final da primeira Copa do Mundo. Até 1940, quando da inauguração do Pacaembu, em São Paulo, era o maior estádio do Brasil, e até 1950, com o Maracanã, o maior do estado do Rio de Janeiro.

## Complexo Esportivo de São Januário
Parque Aquático Vasco da Gama
Inaugurado em 30 de agosto de 1953 como o terceiro maior do mundo à época, o Parque Aquático Vasco da Gama possui arquibancada com capacidade para 6000 espectadores. O complexo serve às escolas de natação, competições aquáticas e atende também a projetos sociais para comunidades do entorno. É composto por quatro piscinas, vestiários, estação para tratamento de água e uma sala de musculação. Já sediou o Pré-Olímpico de Polo Aquático em 2004, o Copa do Mundo de Natação em 1998 – a primeira disputada no Brasil – e edições do Troféu Brasil de Natação.
Ginásio Cyro de Sousa Aranha

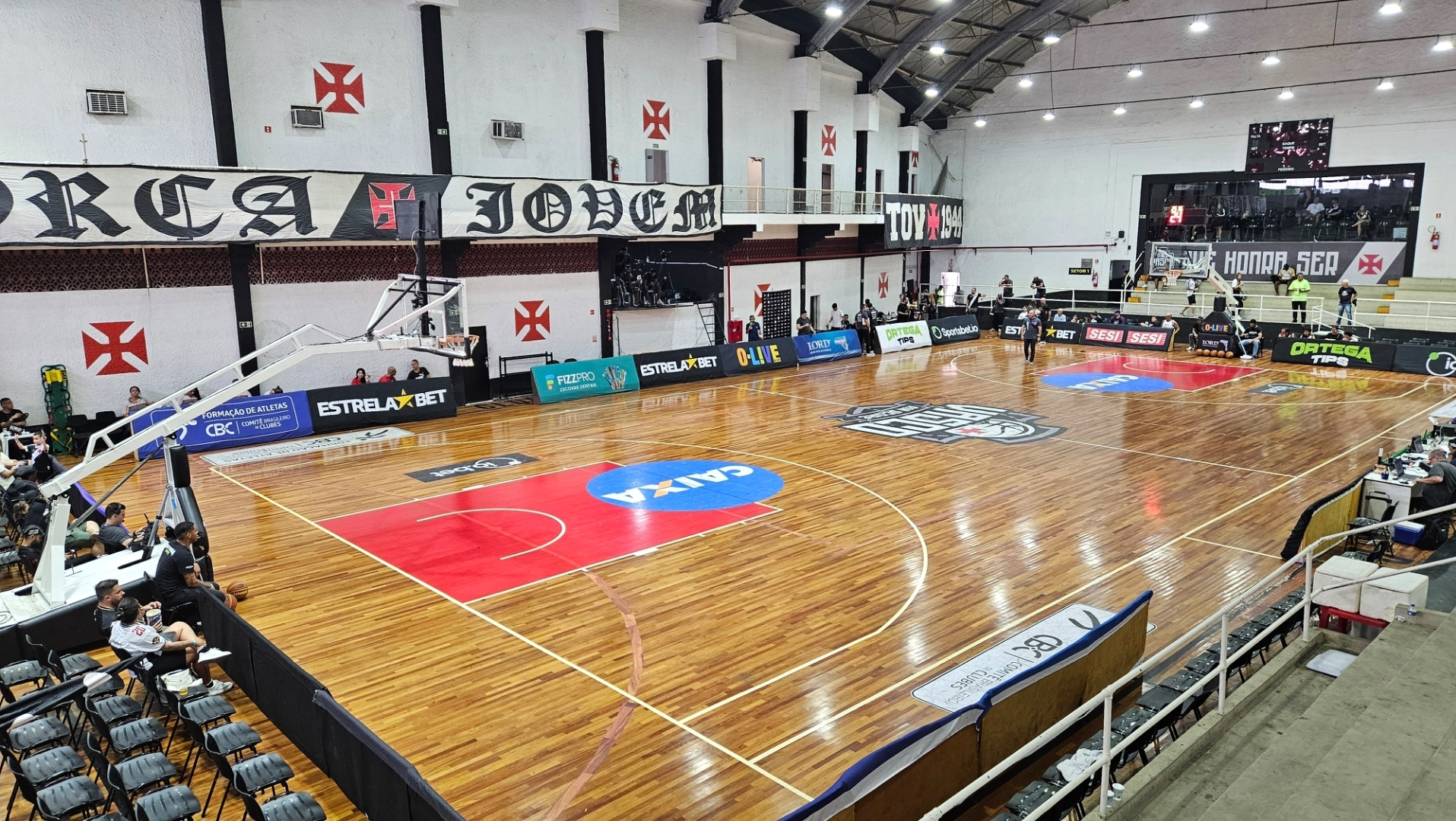
Ginásio Poliesportivo Cyro Aranha.

O Ginásio Cyro Aranha ou Ginásio Vasco da Gama, inaugurado em 23 de setembro de 1956, é a principal arena poliesportiva do complexo. O ginásio homenageia o ex-presidente Cyro Aranha, responsável pelo Expresso da Vitória e conhecido pela frase "Enquanto houver um coração infantil, o Vasco será imortal". Em 2015, passou por uma grande modernização após campanha de financiamento coletivo entre torcedores e sócios, com reforma completa do piso, iluminação, placar eletrônico, vestiários e tribuna especial. O ginásio atende às seções de ginástica, handebol, futebol de salão e basquetebol do clube. No ano de 2000, sediou decisão de Copa Libertadores de Futsal e, mais recentemente, foi utilizado na conquista da Liga Ouro e na retomada do departamento no NBB 2023–24.
Ginásio Antônio Soares Calçada
O ginásio denominado Antônio Soares Calçada ou Forninho é menor que o principal, possuindo capacidade para cerca de duzentas pessoas. Inaugurada no dia 21 de dezembro de 2011, a arena fica localizada próxima ao Parque Aquático e ao Colégio Vasco da Gama. O nome do ginásio homenageia ao presidente mais longevo e considerado o mais vitorioso da história do clube. O Forninho é utilizado majoritariamente pelos departamentos de voleibol, voleibol sentado, futebol de sete paralímpico e pelas categorias de base do basquetebol e futebol de salão.
Complexo João da Silva

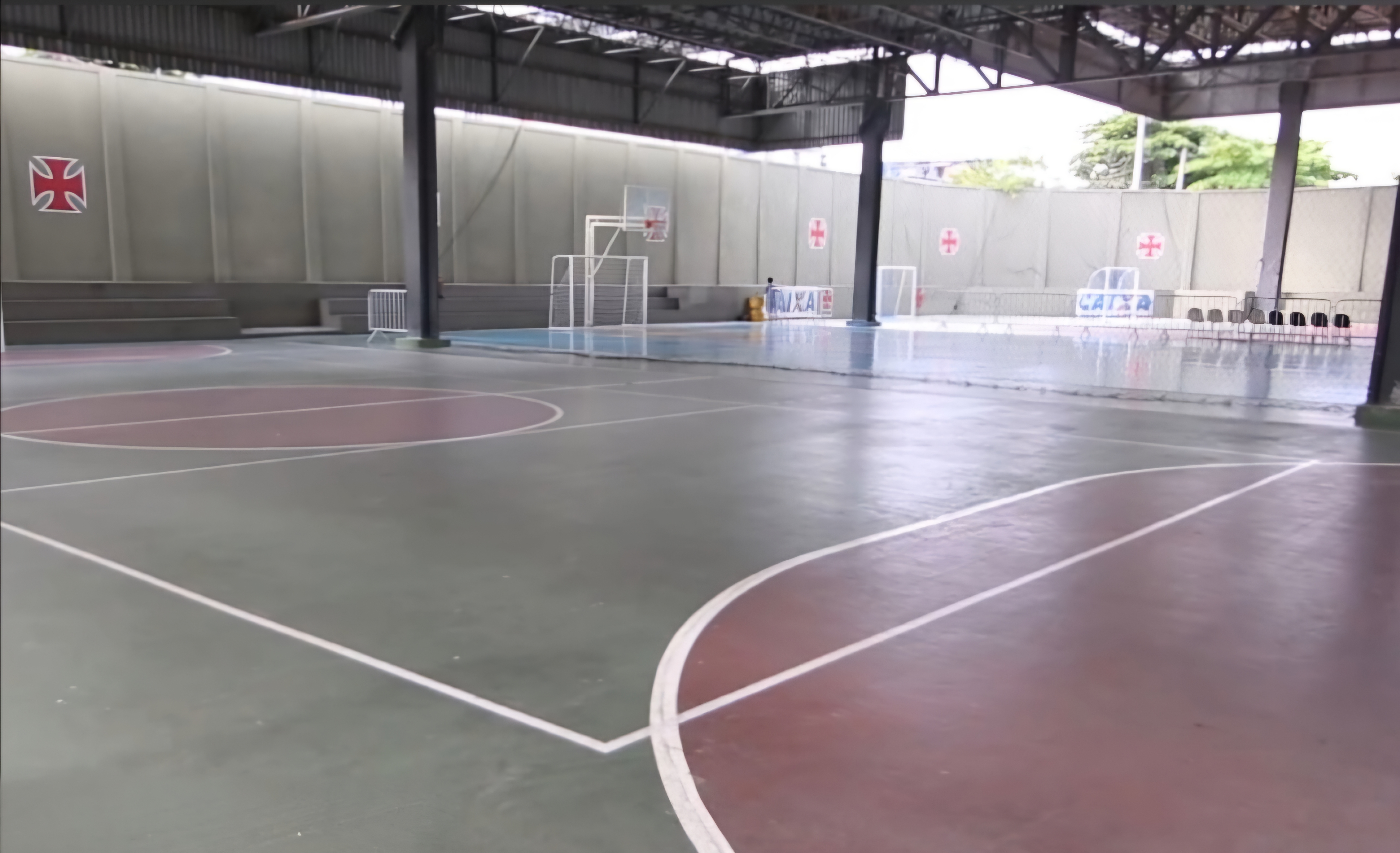
Quadras do Complexo João da Silva.

Inaugurado em 04 de agosto de 2001, o Complexo João da Silva é composto por três quadras poliesportivas cobertas situadas ao lado do ginásio principal. O complexo é batizado em homenagem a João da Silva, português presidente no período 1966–67 e fundador da Carrocerias Metropolitana. Modernizadas em 2013, as quadras atendem ao departamento de handebol e às categorias profissional e, em especial, de base do futsal cruzmaltino, importante formador de atletas para o clube, como Edmundo, Felipe, Pedrinho, Thiago Alcântara, Bismarck e Philippe Coutinho.
Colégio Vasco da Gama
O Colégio Vasco da Gama foi fundado no dia 08 de março de 2004, em uma iniciativa para solucionar as dificuldades de conciliar o esporte com os estudos, garantindo assiduidade às aulas. A escola atende especialmente aos jovens do clube e às comunidades do entorno, adotando uma metodologia de calendários especiais para treinos, competições e viagens, com enfoque na formação cidadã dos alunos-atletas. Ampliado em 2020, por meio de arrecadação popular e parceria da empresa Fattoria do sócio Marcelo Borges, o centro educacional conta com anfiteatro, salas climatizadas, refeitório, espaço psicossocial e sala de multimídia. Atletas importantes formados pelo clube estudaram no colégio, e hoje dão nome a salas de aula, em forma de homenagem e inspiração aos alunos.
Capela N. Sra. das Vitórias

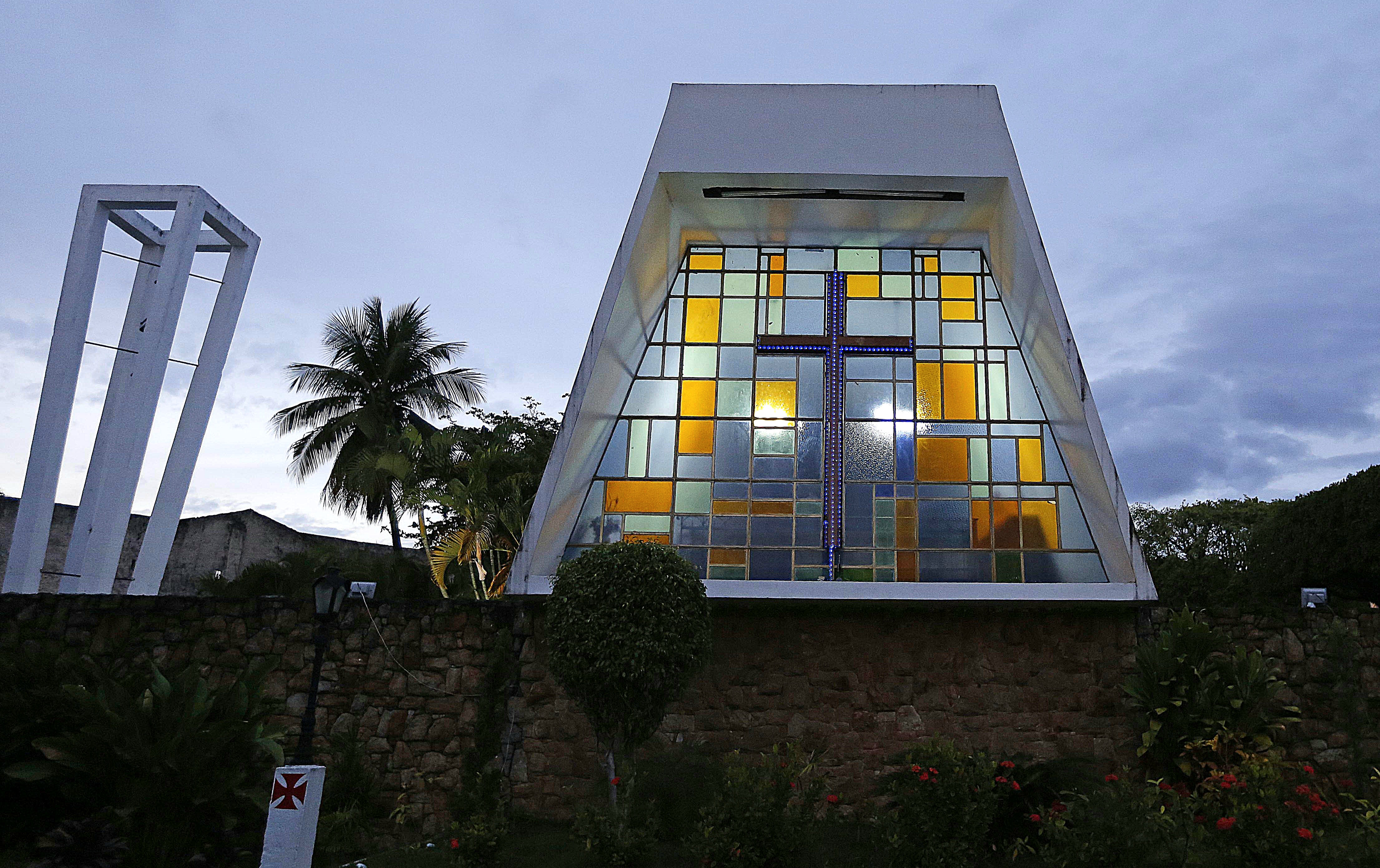
Capela de Nossa Senhora das Vitórias.

Entre o campo de futebol e o Parque Aquático fica localizada a Capela de Nossa Senhora das Vitórias, padroeira do clube. Inaugurada a 26 de agosto de 1961, na gestão de Arthur Braga Rodrigues Pires, a instalação e benção à Pedra Fundamental da igreja foi realizada pelo então bispo Dom Hélder Câmara em 1955. A importância do templo é tamanha que vários projetos para a reforma do estádio foram descartados por considerarem a demolição ou deslocamento da capela.
Caprres
O Centro Avançado de Prevenção, Recuperação e Rendimento Esportivo foi inaugurado em 22 de julho de 2016. Em parceria com a Ambev, foi construído sobre área de 600 metros quadrados no antigo estacionamento dos jogadores, a um custo de R$5 milhões. O centro, idealizado pelo gerente científico Alex Evangelista, conta com equipamentos de alta tecnologia, como câmera termográfica (capaz de avaliar processos inflamatórios), piscina especial com recursos de inteligência e a esteira Alter G, idealizada pela Nasa. Segundo o clube, o centro de recuperação é o melhor e mais moderno da América Latina e ajudará ao Vasco da Gama se tornar uma referência no assunto. Posteriormente, foram implantadas outras estruturas: em 29 de dezembro de 2016, o Caprres Base específico para categorias de base do futebol; e em 02 de outubro de 2017, o Caprres Olímpico e Paralímpico destinado às outras modalidades do clube.
Pousada do Almirante
A Pousada do Almirante Amadeu Pinto da Rocha foi inaugurada em 1987. Em 2 de junho de 2015 foi reinaugurada com capacidade para 60 atletas das categorias de base do futebol. A nova estrutura conta com quartos com ar condicionado, banheiro individual, salão de internet, auditório, copa e salas específicas para o Departamento de Futebol Amador.
Salão de Troféus
Localizada logo após a entrada principal do estádio (a direita), a sala conta com cerca de 8 mil troféus, taças, copas, bronzes, placas, faixas, flâmulas, medalhas, diplomas e fotos conquistados na história do clube. Este espaço foi reformado e se chama "Espaço Experiência". Funciona como uma espécie de museu (pago) com a exposição dos itens citados acima, e conta com painéis informativos contando a história do Vasco e de suas conquistas em diversos esportes.
Megaloja Gigante da Colina
Em dezembro de 2011 foi inaugurada uma megaloja da Penalty, fornecedora de material esportivo oficial do clube na época, atualmente a fornecedora oficial é a Kappa, dentro do complexo de São Januário. Com cerca de mil metros quadrados e investimento estimado em R$ 3 milhões, a loja conta com uma infinidade de produtos oficiais do Vasco. A loja possui entradas tanto por dentro do estádio quanto diretamente pela rua, facilitando o acesso do torcedor em dias de jogos.

## CT Moacyr Barbosa
Em 22 de outubro de 2019, o Vasco da Gama anunciou a campanha de arrecadação de R$6 milhões, sob financiamento coletivo de seus torcedores, para a construção de um novo centro de treinamento na região da Barra da Tijuca. Conforme previsto, o CT foi inaugurado em 11 de setembro de 2020, embora não tenha sido completamente terminado, com  o projeto final prevendo a construção de seis campos e um mini estádio para dois mil lugares. O local foi batizado em homenagem a Moacyr Barbosa, goleiro campeão do Campeonato Sul-Americano de Campeões pelo Expresso da Vitória. O nome foi decidido após votação e anunciado em 3 de agosto de 2021.

## CT Almirante Heleno Nunes
Às margens da Rodovia Washington Luís, está situado o centro de treinamento do Vasco da Gama destinado às categorias de base e ao futebol feminino. O nome do CT presta homenagem ao Almirante Heleno de Barros Nunes, torcedor do clube e ex-presidente da antiga CBD, que foi importante na aquisição do terreno, concedido em 1974. Ainda em desenvolvimento, o local conta com a ajuda da Prefeitura de Duque de Caxias, pois parte do terreno é situado em área de preservação ambiental, devido às suas características naturais. No espaço de cerca de 130 000 m², o clube projeta, ao final, a construção de diversos campos de futebol, dois ginásios e um hotel-concentração.

## Sede Náutica da Lagoa
Situado às margens da Lagoa Rodrigo de Freitas, a Sede Náutica da Lagoa foi inaugurada em 18 de agosto de 1950. Foi construída devido à necessidade do clube de ter uma sede para abrigar os esportes náuticos quando as regatas passaram da Baía de Guanabara para a Lagoa Rodrigo de Freitas. O local conta com 2.700 m² de área construída, com três pavimentos, um subsolo e um terraço. Além do salão de festas, a sede é também garagem dos barcos usados nos treinos e competições de remo. Em suas paredes externas, há uma composição de azulejos de Burle Marx. A Sede Náutica é tombada desde 2002, por decreto do governo do então prefeito César Maia, assinado no dia 19 de abril.

## Sede do Calabouço
A antiga sede náutica do clube, a Sede do Calabouço, foi construída na década de 60, quando as regatas eram disputadas na Baía de Guanabara, hoje é destinada ao lazer dos associados, contando com piscina, duas saunas, quadras esportivas, área de recreação infantil, salão de festas, departamento médico, administração de esportes marinhos e olímpicos e um restaurante. Situa-se às margens da Baía da Guanabara na ponta do Calabouço, no centro do Rio de Janeiro, próximo ao Aeroporto Santos Dumont e ao Museu de Arte Moderna. A sede do Calabouço foi usada pelo Comitê Olímpico da Dinamarca durante os Jogos Olímpicos de 2016. A sede serviu de assessoria de imprensa, setor administrativo e apoio para 24 atletas e demais membros da comissão técnica.